# Kazany

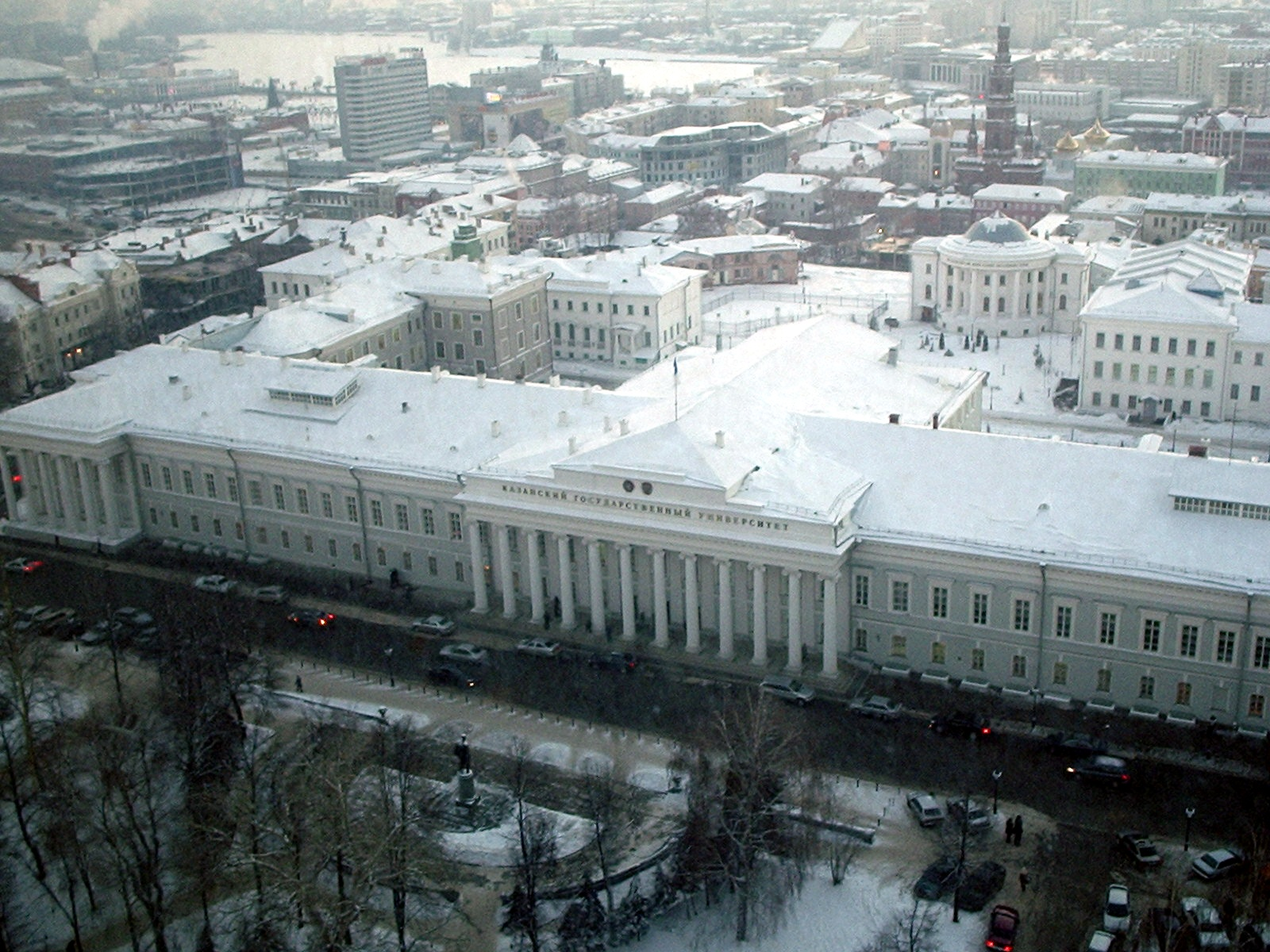
Az egyetem épületei télen

Kazany (oroszul: Казань, átírva: Kazany, tatárul: Казан, átírva: Qazan) város az Oroszországi Föderációban, Tatárföld fővárosa. Több mint 1,3 milliós népességével az ország ötödik legnépesebb városa. Oroszország egyik legrégibb települése, Szamara mellett a középső-volgai régió fontos kulturális, oktatási, politikai, gazdasági és sportközpontja.

## Fekvése
A Volga középső folyásán terül el. Közvetlenül Kazany alatt ér véget a Kujbisevi-víztározó visszaduzzasztása, másként fogalmazva itt kezdődik a Volga leghatalmasabb víztározója.

## Neve
Kazany nevének eredete bizonytalan. A leginkább elfogadott verzió az, hogy az ősbolgár (és a modern tatárban ma is létező) qazan szóból ered, melynek jelentése "kazán, üst". Másik helyi legenda szerint a közeli hegyről nevezték el, melynek formája felfordított üst.

## Története
A települést 1005-ben bolgártörök (volgai bolgár) törzsek alapították. Az első írásos feljegyzés 1117-ben említi. A 13. században már igen jelentős település. A város a Volgai Bolgárország, majd az Arany Horda fontos városa volt. 1438-tól a Kazanyi Kánság székhelye.
1552-ben foglalta el Rettegett Iván. 1919-től a Tatár Autonóm Köztársaság és 1990-től a Tatár Köztársaság (Tatárföld) fővárosa.

## Oktatás
Kazany igazi diákváros, ahol több egyetem, akadémia található több mint 140 000 diákkal. 
Ezek közül a legnagyobb és legrégebbi 46 500 diákkal a Kazanyi Állami Egyetem (KFU), melyet 1804. november 17-i rendeletével I. Sándor cár alapított. Ez Oroszország második és egyben egyik legjelentősebb tudományegyeteme. Tanárai, illetve hallgatói között voltak olyan neves személyiségek, mint Lobacsevszkij, Tolsztoj, Lenin stb.

## Kultúra
A város kulturális élete is igen gazdag, amiről opera, több színház, hangversenyterem gondoskodik. Ezeken kívül több múzeum is látogatható.
Az UNESCO Világörökségi Bizottsága 45. ülésszakát 2022. júniusban Kazanyban készült megtartani, de Oroszország Ukrajna elleni inváziója miatt 2022. április elején erről lemondtak. „Nem lehet megtartani a Világörökségi Bizottság 45. ülését Kazanyban vagy orosz elnökség alatt, miközben az utóbbi Ukrajnában "kiemelkedő egyetemes érték[ek]et" pusztít el” – közölték a bizottságban. A rendezvényt nem halasztották el, hiszen 2022-ben ünneplik az egyezmény 50. évfordulóját.

## Gazdaság
A város gazdaságában meghatározó a nehézipar, de jelentős a bankszektor, kereskedelem és az építőipar. Jelentőségét tekintve kiemelkedik a repülőgép- és helikoptergyártás.
A Kazanyi Helikoptergyárat 1933-ban létesítették. A helikoptergyártás 1951-ben indult. Termékei korábban a Mi–4, napjainkban a Mi–8, Mi–14, Mi–17 helikopterek, melyek a világ 80 országában repülnek.
Másik fontos repülőgépgyártó üzem az Egyesített Repülőgépgyártó Vállalathoz (EAK) tartozó Kazanyi Repülőgépgyártó Termelési Egyesülés (KAPO), amely elsősorban a Tupoljev tervezőiroda típusait gyártja. Ott készülnek napjainkban a Tu–204, Tu–334 és az Il–62M típusú repülőgépek.

## Közlekedés
A városban jól megszervezett busz-, troli- és villamoshálózat, valamint metró is található. Ez utóbbit Kazany fennállásának 1000 éves évfordulója alkalmából 2005-ben adták át. Az újabb közlekedési eszközökön orosz, tatár és angol nyelvű tájékoztatás is hallható.
Kazany fontos vasúti csomópont, amit két pályaudvar szolgál ki. Vasúti fővonal köti össze Moszkvával.
A Kazanyi nemzetközi repülőtér (IATA: KZN, ICAO: UWKD) hivatalos nemzetközi repülőtér, amely képes minden forgalomban lévő repülőgéptípus fogadására. Naponta több járat köti össze Moszkvával, a szomszédos országokkal és más európai városokkal.
Kazany fontos folyami kikötő. Déli irányban Szamara, Volgográd, Rosztov-na-Donu, Asztrahán, a Kaszpi-tenger és a Fekete-tenger közvetlenül elérhető. Nyugati irányba pedig a Volga összeköti a várost Nyizsnyij Novgoroddal, Jaroszlavllal és Moszkvával, és a Néván keresztül a Balti-tengeri kikötőkkel.

## Sport
A 2013-as Universiade nagy fejlődést hozott a város életébe. Sok új sportlétesítmény épült, melyeket a 2015-ben megrendezett FINA világkupára továbbfejlesztettek. A városnak több sportágban: labdarúgásban, jégkorongban, kosár-, és röplabdában első osztályú csapatai vannak, jó támogatói háttérrel. A 2018-as oroszországi labdarúgó-világbajnokságon a tervek szerint a város egyik stadionjában is rendeznek majd mérkőzéseket.

## Látnivalók
Legfontosabb látnivaló a Kreml, ami a folyó feletti dombon terül el szabálytalan szögletű fehérre festett várfallal, 9 toronnyal körbevéve. Főbejárata délen a Szpasszkaja torony ami 1560-ban épült. A falakon belül több régi épület, benne múzeum, képtár, katedrális, a megdőlt vörös téglás Szüjümbike torony, az újonnan épített Kul Sarif mecset, és az elnöki palota található. A várfalakról remek kilátás a városra és a Kazanka folyóra. 
Említésre méltó a város sétálóutcája /Bauman/ szépen helyrehozott régi épületeivel, templomaival ami a Szpasszkaja toronytól indul délnek a Kalcóig. A séta során több étteremben kávézóban lehet megpihenni. Érdemes megnézni az egyetemi negyedet, ahol a régi és újabb szárnyakon és egy parkon keresztül eljuthatunk az Operáig. Mellette található a konzervatórium, a városháza és a hangverseny terem. A városban sétálva felváltva találkozunk hagymakupolás templomokkal, mecsetekkel, a két legfőbb vallás épületeivel, előttük kihelyezett táblákon orosz- angol nyelvű történelmi információkkal.
Nem messze a Kalcótól a Kabanka-tó partján található a város muzulmán negyede mecsettel, színes házaival, étteremmel, szállodával.
Érdemes megnézni a Minden Vallás Templomát, amit egy festőművész kezdett el építeni a Volga partján. Télen itt autós átkelés van a jégen a két part között. 2-es busszal lehet eljutni a Kalcó közeléből a Kreml irányába, majd tovább a Kazanka folyón át.

## Testvérvárosai
1. College Station, Texas
2. Eskişehir, Törökország

## Híres kazanyiak
- Nyikolaj Ivanovics Lobacsevszkij, kiemelkedő orosz matematikus, a Kazanyi Állami Egyetem tanulója, majd matematikát, fizikát, csillagászatot oktató tanára, az egyetemi könyvtár gondozója, az egyetem rektora.

- Rasid Gibjatovics Nyezsmetgyinov, nemzetközi sakkmester, az Oroszországi Föderáció sakkbajnokságának ötszörös győztese.
- Fjodor Ivanovics Saljapin (1873–1938), énekes. A város sétálóutcáján szobra, nevét viselő hotel látható.
- Jevgenyij Lvovics Svarc (1896–1958) orosz, szovjet író, drámaíró, forgatókönyvíró.
- Alekszandr Romanovics Lurija (1902–1977), pszichológus.
- Airat Ichmouratov (* 1973), volgai tatár származású kanadai zeneszerző, karmester és klarinétos.
- Dajana Jurjevna Kirillova (* 2002), énekes, zeneszerző, több nemzetközi versenyen képviselte az Oroszországi Föderációt.
- Venyera Farit küzü Gimagyieva (wd) másképpen: Winirä Ğimadieva (* 1984), koloratúrszoprán.
- Szofja Mejerovna Guljak, zongorista, a Leedsi Zongoraverseny egyetlen női győztese, 2009-ben.

- Itt halt meg Mihkel Veske (1843–1890) észt költő, nyelvész, a kazanyi egyetemen a finnugor nyelvek tanára.